# Ponta Café
A Ponta Café é uma formação geológica costeira de São Tomé e Príncipe, localizada a Este da ilha do Príncipe. Este acidente geológico localiza-se entre a Praia Grande e a Praia de Cabinda.